# Liubavo kaimo apylinkės
Liubavo kaimo apylinkės este o arie protejată (sit de importanță comunitară — SCI) din Lituania întinsă pe o suprafață de 153 ha, integral pe uscat.

## Localizare
Centrul sitului Liubavo kaimo apylinkės este situat la coordonatele 54°21′18″N 23°01′47″E / 54.355°N 23.0297°E.

## Înființare
Situl Liubavo kaimo apylinkės a fost declarat sit de importanță comunitară în noiembrie 2006 pentru a proteja un număr necunoscut de specii din flora spontană și fauna sălbatică aflate în arealul zonei.

## Biodiversitate
Situată în ecoregiunea boreală, aria protejată conține 1 habitat natural: Pajiști uscate seminaturale și facies de acoperire cu tufișuri pe substraturi calcaroase (Festuco-Brometalia) (* situri importante pentru orhidee).
La baza desemnării sitului se află un număr nedeclarat de specii protejate.